# Borgholm
Borgholm est une ville de Suède peuplée de 3 071 habitants et située sur l'île d'Öland.

## Histoire
La localité a reçu ses privilèges de ville en 1816.

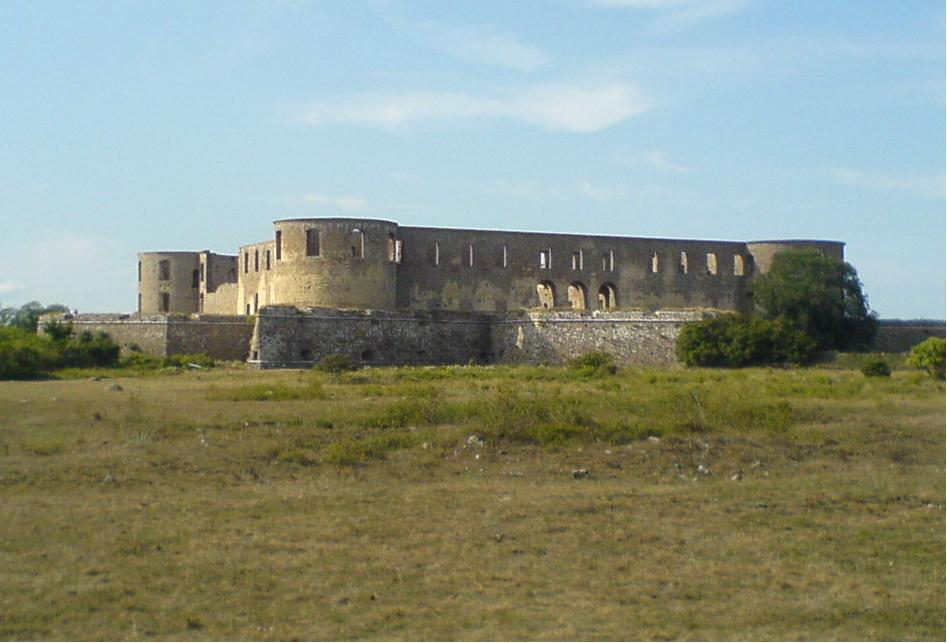
Château de Borgholm.

Borgholm possède un château (le château de Borgholm), en ruine depuis son incendie en 1806.

## Communication
Depuis 1972, le pont d’Öland relie la ville à la Suède continentale.